# L'Empire des rêves
L'Empire des rêves (El imperio de los sueños, 1988) est le premier recueil de poésie postmoderne de Giannina Braschi, auteure considérée par PEN America comme « une des voix les plus révolutionnaires en Amérique latine contemporaine »,,.

## Le recueil
L'ouvrage est d'abord édité en 1988 en Espagne sous le titre El imperio de los sueños, puis traduit en anglais par Tess O'Dwyer et publié en tant que volume inaugural de la section Littérature mondiale en traduction (1994) de la Bibliothèque de Yale. L'Empire des Rêves est un hybride de la poésie en prose, théâtre, théâtre musical, manifeste, potins, autobiographie, journal intime, et théorie littéraire. L'Empire des Rêves est une trilogie de genre mixte sur la culture de l'excès.
L'axe central de ce poème épique est la nouvelle vie optimiste de l'immigrant latino-américain à New York, dramatisée par Braschi comme l'épicentre du rêve américain[réf. souhaitée]. Cependant, les références sociales et linguistiques à d’autres villes et quartiers latins abondent : le Quartier latin de Paris, le Barrio chino barcelonnais, les zaguanes de Buenos Aires et les maisons coloniales du vieux San Juan[Lequel ?].

## Sujet, structure et thèmes
L'Empire des Rêves traite des questions de création artistique, d'immigration, de capitalisme, de crise d'identité, d’ambiguïté sexuelle et de genre, et de révolution. Le narrateur traverse une « fantasmagorie d’épreuves internes et externes pour expérimenter le centre du pouvoir politique, du sens, du sentiment et de l’identité personnelle ».
Du point de vue structurel, cette œuvre a été comparée à une Boîte chinoise et à la Poupée russe, étant donné que le recueil contient six livres emboîtés.

### Première partie,l’Assaut sur le temps
L'Assaut sur le temps est une succession de poèmes en prose méditative sur le sujet de l’amour perdu et de l’incapacité du langage et de la grammaire à communiquer les émotions. C’est le premier livre de poésie de Braschi et il commence par briser le silence : „ Derrière le mot il y a le silence. / Derrière ce qui sonne est la porte ”. Les lettres prennent une vie propre, errant dans les rues de New York, et les signes de ponctuation, tels que les virgules et les points-virgules dénotent les tournants dans une relation.

### Deuxième partie,Comédie profane
Comédie profane est composée de quatre livres de poésie, chacun avec un goût humoristique et un flair pour le grotesque :
1. Livre des clowns et des buffons
2. Poèmes du monde ; ou Le livre de la sagesse
3. Pastoral ; ou, l’Inquisition des souvenirs
4. Chanson du néant[11].

La poète rend hommage à l’évolution de la poésie et de la performance, en particulier à la comedia dell'arte.
Tout au long de Comédie profane, Braschi mélange de jingles de télévision et des chansons pop d'artistes comme  The Beatles et Madonna avec des poèmes du Siècle d'or espagnol. Les personnages principaux sont Luis de León, Miguel de Cervantes, Lope de Vega, Luis de Góngora, Garcilaso de la Vega, et Francisco de Quevedo y Villegas, tandis que les cameos représentent des poètes, des peintres, des philosophes et des compositeurs tels que César Vallejo, Arthur Rimbaud, Johann Wolfgang von Goethe, Friedrich Nietzsche, William Shakespeare, Pieter Brueghel l'Ancien, Ludwig van Beethoven, Vincent van Gogh et Pablo Picasso, entre autres. Les citations de poètes classiques abondent[précision nécessaire], transformées par la main appropriée d’un poète joyeux qui utilise la technique d’échantillonnage de la musique rap et le hip hop. Bien que Braschi écrive avec une forte tradition littéraire derrière elle et un point de vue d'érudite, « elle imprègne ses textes de bonne humeur et d’une énergie brillante ». Le texte se déroule selon une série de scènes violentes et surréalistes, représentées par des clowns, des bouffons, des bergers, des soldats de plomb, des magiciens, des fous, des sorcières et des diseurs de bonne aventure. Ces personnages migrateurs travestis attaquent et occupent l’Amérique traditionnelle, y compris les centres d’affaires et les attractions touristiques. Dans un épisode de „ Pastoral ; ou, l'Inquisition des souvenirs”, les bergers causent des embouteillages sur la 5e Avenue lors de la Parade du Jour de Porto Rico, sonnent les cloches de la Cathédrale Saint-Patrick et saisissent la plateforme d’observation de l'Empire State Building où ils dansent et chantent: „ Maintenant, nous faisons tout ce que nous voulons, tout ce que nous voulons, tout ce que nous avons bien envie de faire ”.

### Troisième partie,Le Journal intime de la solitude
Il s'agit d'un antiroman léger qui se moque du boom Latino-Américain et des romans du dictateur. La composition est un mélange de micronouvelles, de chansons pop, de tabloïds, de publicités, d’extraits de journaux, de manifestes politiques et littéraires, d’art de la performance ; le tout se terminant par un traité philosophique sur le rôle de l’écrivain à l’époque moderne. L’héroïne, Mariquita Samper, artiste maquilleuse de Macy's, rêve d’être une star, d'écrire des " œufs poétiques " et tue par arme à feu la narratrice des romans du boom latino-américain (comme  Cent Ans de Solitude), qui ne cesse de réécrire son propre journal afin de le transformer en best-seller. Le débat entre la qualité et l’originalité par opposition à la gloire et la fortune est un thème constant dans L'Empire des Rêves. L’œuvre se termine par une citation d’un poème anonyme de la littérature espagnole médiévale, un vers de El Conde Arnaldos: „ Je ne chante ma chanson / qu’à qui me suit ”.

## Les influences
Giannina Braschi considère The Waste Land de T.S. Eliot comme le poème anglais ayant eu le plus grand impact, à la base des changements rythmiques et de l’inspiration, à partir desquels elle crée un chœur de voix anonymes pour capturer la conscience collective des masses. Alicia Ostriker, poétesse et savante féministe, note dans l’introduction à L'Empire des Rêves que la voix du poète sonne décidément " macho ", et pourtant qu'elle peut être théoriquement „ jumelée à Luisa Valenzuela, Clarice Lispector, Luce Irigaray, Hélène Cixous, et Marguerite Duras, et, évidemment, elle doit beaucoup à Gertrude Stein ".
Braschi a publié des essais érudits sur la poésie de Cervantes, Garcilaso, Gustavo Adolfo Bécquer, Antonio Machado, Federico Garcia Lorca, et César Vallejo, citant des passages de leurs œuvres tout au long de L'Empire des Rêves. Dans une interview avec NBC Latino, Braschi declarait que son poète favori était César Vallejo : „ Vallejo est un jack-in-the-box qui représente le mouvement de mon esprit. Peu importe combien vous le poussez vers le bas dans la boîte, le poète rebondit toujours pour affirmer son amour pour la vie ”.